# Helmut Fritz
Helmut Fritz (Oggersheim, 1923. október 19. – 1977. augusztus 12.) német nemzetközi labdarúgó-játékvezető.

## Pályafutása

### Nemzeti játékvezetés
A játékvezetői vizsgát megszerezve különböző labdarúgó mérkőzéseken szerezte meg a szükséges tapasztalatokat, 1963. augusztus 24-én lett a Bundesliga játékvezetője. Az aktív nemzeti játékvezetéstől 1970-ben vonult vissza. Első ligás mérkőzéseinek száma: 64.

### Nemzetközi játékvezetés
A Német labdarúgó-szövetség Játékvezető Bizottsága (JB) 1958-ban terjesztette fel nemzetközi játékvezetőnek, a Nemzetközi Labdarúgó-szövetség (FIFA) bíróinak keretébe. Több nemzetek közötti válogatott és klubmérkőzést vezetett.

## Statisztika

### Nemzetközi válogatott mérkőzései
| #  | Dátum                | Helyszín                               | Hazai         | Eredmény | Vendég      | Kiírás             | Gólok | Esemény |
| -- | -------------------- | -------------------------------------- | ------------- | -------- | ----------- | ------------------ | ----- | ------- |
| 1. | 1964. október 28.    | Tel-Aviv, Bloomfield stadion           | Izrael        | 2 – 0    | Jugoszlávia | barátságos         | -     |         |
| 2. | 1965. május 30.      | Moszkva, Központi Lenin Stadion        | Szovjetunió   | 2 – 1    | Wales       | vb-selejtező       | -     |         |
| 3. | 1965. szeptember 29. | Hága, Zuiderpark Stadion               | Hollandia     | 3 – 0    | Luxemburg   | barátságos         | -     |         |
| 4. | 1966. március 20.    | Esch-sur-Alzette, Stade Émile Mayrisch | Luxemburg     | 0 – 3    | Olaszország | barátságos         | -     |         |
| 5. | 1967. november 22.   | Szófia, Levszki stadion                | Bulgária      | 3 – 0    | Törökország | olimpiai selejtező | -     |         |
| 6. | 1968. június 23.     | Pozsony, Tehelné pole                  | Csehszlovákia | 3 – 2    | Brazília    | barátságos         | -     |         |
|    | Összesen             |                                        |               | 6        | mérkőzés    |                    |       |         |